# Ipira (kommun i Brasilien)
Ipira är en kommun i Brasilien.   Den ligger i delstaten Santa Catarina, i den södra delen av landet, 1 400 km söder om huvudstaden Brasília. Antalet invånare är 4 752.
I omgivningarna runt Ipira växer huvudsakligen savannskog. Runt Ipira är det ganska glesbefolkat, med 48 invånare per kvadratkilometer.